# Democratic National Committee
Das Democratic National Committee (kurz DNC) ist das nationale Organisationsgremium der Demokratischen Partei der Vereinigten Staaten.
Das erste DNC wurde auf der Democratic National Convention von 1848 in Baltimore gegründet.
Das DNC ist verantwortlich für die Koordinierung des Fundraising, die Koordinierung der Wahlkampfstrategie sowie die Entwicklung und landesweite Darstellung der politischen Positionen der Gesamtpartei. Bei Präsidentschaftswahlen organisiert es die Democratic National Convention. In der Wahrnehmung dieser Aufgaben wird das DNC für das Repräsentantenhaus mit dem Democratic Congressional Campaign Committee und für den Senat mit dem Democratic Senatorial Campaign Committee unterstützt. Wenn die Demokratische Partei den US-Präsidenten stellt, arbeitet das Committee eng mit ihm zusammen.
Das Gegenstück zum Democratic National Committee bei den anderen Parteien bilden das Republican National Committee der Republikanischen Partei, das Libertarian National Committee der Libertarian Party und das Green National Committee der Green Party.

## Aktueller Vorstand
- Chair: Ken Martin
- Vice Chair: Artie Blanco, Malcolm Kenyatta, David Hogg, Reyna Walters Morgan
- Treasurer: Virginia McGregor
- Secretary: Jason Rae
- National Finance Chair: Chris Korge
- Senate Minority Leader: Chuck Schumer

Als Beirat des Vorstandes fungiert das National Advisory Board. Derzeitige Vorsitzende ist die ehemalige US-Botschafterin in Portugal, Elizabeth Bagley.

## Liste der Vorsitzenden
- Benjamin F. Hallett (1848–1852)
- Robert Milligan McLane (1852–1856)
- David Allen Smalley (1856–1860)
- August Belmont (1860–1872)
- Augustus Schell (1872–1876)
- Abram Hewitt (1876–1877)
- William Henry Barnum (1877–1889)
- Calvin S. Brice (1889–1892)
- William F. Harrity (1892–1896)
- James Kimbrough Jones (1896–1904)
- Thomas Taggart (1904–1908)
- Norman Edward Mack (1908–1912)
- William F. McCombs (1912–1914)
- Homer S. Cummings (1914–1916)
- Vance Criswell McCormick (1916–1919)
- George White (1920–1921)
- Cordell Hull (1921–1924)
- Clem L. Shaver (1924–1928)
- John J. Raskob (1928–1932)
- James Farley (1932–1940)
- Edward J. Flynn (1940–1943)
- Frank C. Walker (1943–1944)
- Robert E. Hannegan (1944–1947)
- J. Howard McGrath (1947–1949)
- William M. Boyle (1949–1951)
- Frank E. McKinney (1951–1952)
- Stephen A. Mitchell (1952–1955)
- Paul M. Butler (1955–1960)
- Henry M. Jackson (1960–1961)
- John Moran Bailey (1961–1968)
- Larry O’Brien (1968–1969)
- Fred R. Harris (1969–1970)
- Larry O’Brien (1970–1972)
- Jean M. Westwood (1972)
- Robert Schwarz Strauss (1972–1977)
- Kenneth M. Curtis (1977–1978)
- John C. White (1978–1981)
- Charles Taylor Manatt (1981–1985)
- Paul G. Kirk (1985–1989)
- Ron Brown (1989–1993)
- David Wilhelm (1993–1994)
- Debra DeLee (1994–1995)
- Donald Fowler (1995–1997)
  - mit General Chairman Chris Dodd
- Steven Grossman (1997–1999)
  - mit General Chairman Roy Romer
- Joe Andrew (1999–2001)
  - mit General Chairman Roy Romer (1999)
  - mit General Chairman Ed Rendell (1999–2001)
- Terry McAuliffe (2001–2005)
- Howard Dean (2005–2009)
- Tim Kaine (2009–2011)
- Debbie Wasserman Schultz (2011–2016)
- Donna Brazile (2016–2017)
- Tom Perez (2017–2021)
- Jaime Harrison (2021–2025)
- Ken Martin (seit 2025)